# Añora
Añora és un municipi de la província de Còrdova a la comunitat autònoma d'Andalusia, a la comarca de Valle de los Pedroches. Limita amb Pozoblanco i Dos Torres.

## Demografia
| 1998  | 1999  | 2000  | 2001  | 2002  | 2003  | 2004  | 2005  | 2006  | 2007  |
| ----- | ----- | ----- | ----- | ----- | ----- | ----- | ----- | ----- | ----- |
| 1.628 | 1.631 | 1.618 | 1.606 | 1.582 | 1.551 | 1.536 | 1.531 | 1.534 | 1.534 |